# Grasellenbach
Grasellenbach este o comună din landul Hessa, Germania.